# Milner Ayala
Milner Ayala (3 września 1928 w Asunción, zm. 29 lipca 2001) – piłkarz paragwajski, napastnik.
Jako piłkarz klubu River Plate Asunción wziął udział w turnieju Copa América 1953, gdzie Paragwaj zdobył tytuł mistrza Ameryki Południowej. Ayala zagrał w dwóch meczach – z Ekwadorem (wszedł na boisko za Juana Romero) i Peru (wszedł na boisko za Atilio Lópeza). Mecz z Peru zakończył się remisem 2:2, jednak Paragwaj dokonał zbyt dużej liczby zmian zawodników i dwa punkty za zwycięstwo otrzymało Peru. Wyjątkowo niechlubnie zachował się w meczu z Peruwiańczykami Ayala, który kopnął angielskiego sędziego Richarda Maddisona. Za ten wyczyn zdyskwalifikowany został na 3 lata.
Po mistrzostwach kontynentalnych Ayala przeniósł się za ocean, gdzie grał we Francji. W latach 1953–1955 był piłkarzem klubu RC Strasbourg, następnie w latach 1955–1957 występował w klubie Cercle Athlétique Paris. Na koniec kariery w latach 1957–1958 grał w klubie Red Star 93.